# Antonio II Acciaiuoli
Antonio II Acciaiuoli  (mort en 1441) est un duc d'Athènes de 1439 à 1441.
Antonio est le fils cadet de François Acciaiuoli (mort en 1420) et de Margareta Malpigli il grandit à Florence jusqu'à 1413, quand Antonio Ier, le cousin germain de son père, sans héritier, l'appelle lui et son frère aîné Nerio II en Grèce pour vivre à sa cour.
Lorsque Antonio Ier  meurt en janvier 1435, Nerio II monte sur le trône sous la régence de sa veuve Maria Melissene. Cependant, Antonio II oblige Nerio II qui est un personnage faible et efféminé à quitter la ville en janvier 1439. Antonio II règne brièvement avec énergie mais meurt dès 1441, ce qui permet à son frère déchu mais soutenu par les Ottomans de se rétablir sur le trône.

## Sources
- René Grousset, L'Empire du Levant : Histoire de la Question d'Orient, Paris, Payot, coll. « Bibliothèque historique », 1949 (réimpr. 1979), 648 p. (ISBN 978-2-228-12530-7)
- Jean Longnon L’Empire Latin de Constantinople et la Principauté de Morée Payot Paris 1949.